# Ika Maričić
Ika Maričić po mężu Vojnović (ur. 20 maja 1943 w Zatonie Obrovačkim, zm. w 2010) – chorwacka lekkoatletka, sprinterka. W czasie swojej kariery reprezentowała Jugosławię.
Specjalizowała się w biegu na 400 metrów. Wystąpiła w nim na mistrzostwach Europy w 1966 w Budapeszcie, ale odpadła w eliminacjach.
Zdobyła srebrny medal w sztafecie szwedzkiej 1+2+3+4 okrążenia na europejskich igrzyskach halowych w 1967 w Pradze (sztafeta Jugosławii biegła w składzie Marijana Lubej, Maričić, Ljiljana Petnjarić i Gizela Farkaš), a w sztafecie 4 × 1 okrążenie odpadła w eliminacjach (w składzie: Maričić, Jelisaveta Đanić, Lubej i Petnjarić). Na europejskich igrzyskach halowych w 1968 w Madrycie Maričić zajęła 4. miejsce w biegu na 400 metrów.
Zdobyła brązowy medal w sztafecie 1+2+3+4 okrążenia (w składzie: Verica Ambrozi, Maričić, Mirjana Kovačev i Ninoslava Tikvicki) na europejskich igrzyskach halowych w 1969 w Belgradzie, a w biegu na 400 metrów odpadła w eliminacjach.
Zwyciężyła w mistrzostwach krajów bałkańskich w biegu na 400 metrów w 1966 i 1967.
Maričić była mistrzynią Jugosławii w biegu na 400 metrów w 1965, 1967 i 1968 oraz w biegu na 800 metrów w 1965 i 1968.
Ustanowiła rekord Jugosławii w sztafecie 4 × 400 metrów czasem 3:41,9 osiągniętym 31 sierpnia 1969 w Sofii.